# Quận Cole, Missouri
Quận Cole là một quận thuộc tiểu bang Missouri, Hoa Kỳ. Theo điều tra dân số năm 2000 của Cục điều tra dân số Hoa Kỳ, quận có dân số 71.397 người 2. Quận lỵ đóng ở Jefferson City. 6

## Địa lý
Theo Cục điều tra dân số Hoa Kỳ, quận có tổng diện tích km2, trong đó có 20 km2 là diện tích mặt nước.

## Thông tin nhân khẩu
Theo điều tra dân số 2 năm 2000, quận đã có dân số 71.397 người, 27.040 hộ gia đình, và 17.927 gia đình sống trong quận hạt. Mật độ dân số là 182 người trên một dặm vuông (70/km ²). Có 28.915 đơn vị nhà ở với mật độ trung bình là 74 trên một dặm vuông (29/km ²). Cơ cấu dân tộc của cư dân sinh sống ở quận này bao gồm 87,06% người da trắng, 9,92% da đen hay Mỹ gốc Phi, 0,33% người Mỹ bản xứ, 0.88% châu Á, Thái Bình Dương 0,04%, 0,54% từ các chủng tộc khác, và 1,23% từ hai hoặc nhiều chủng tộc. 1,28% dân số là người Hispanic hay Latino thuộc một chủng tộc nào. 40,1% là người gốc Đức, 13,6% người Mỹ, 7,8% người gốc Anh và 6,9% gốc Ailen theo điều tra dân số năm 2000.
Có 27.040 hộ, trong đó 33,60% có trẻ em dưới 18 tuổi sống chung với họ, 53,00% là đôi vợ chồng sống với nhau, 10,00% có nữ hộ và không có chồng, và 33,70% là không lập gia đình. 28,70% hộ gia đình đã được tạo ra từ các cá nhân và 9,30% có người sống một mình 65 tuổi hoặc cao tuổi hơn. Cỡ hộ trung bình là 2,43 và cỡ gia đình trung bình là 3,00.
Trong quận này cơ cấu độ tuổi dân cư bao gồm 24,20% dưới độ tuổi 18, 9,80% 18-24, 32,30% 25-44, 22,40% từ 45 đến 64, và 11,30% từ 65 tuổi trở lên. Độ tuổi trung bình là 36 năm. Đối với mỗi 100 nữ có 105,60 nam giới. Đối với mỗi 100 nữ 18 tuổi trở lên, đã có 106,50 nam giới.
Thu nhập trung bình cho một hộ gia đình trong đã đạt mức USD 42.924, và thu nhập trung bình cho một gia đình là USD 53.416. Phái nam có thu nhập trung bình USD 33.769 so với 25.189 USD của phái nữ. Thu nhập bình quân đầu người là 20.739 USD. Có 5,80% gia đình và 8,70% dân số sống dưới mức nghèo khổ, bao gồm 11,50% những người dưới 18 tuổi và 7,30% của những người 65 tuổi hoặc hơn.